# Heterotis amplexicaulis
Heterotis amplexicaulis är en tvåhjärtbladig växtart som först beskrevs av Jacq.-fél., och fick sitt nu gällande namn av Aké Assi. Heterotis amplexicaulis ingår i släktet Heterotis och familjen Melastomataceae. Inga underarter finns listade i Catalogue of Life.